# Nia Jax
Savelina Fanene známá jako Nia Jax či Zada (* 29. května 1984 Sydney) je australsko-americká profesionální wrestlerka. V současnosti má podepsanou smlouvu s WWE a vystupuje v show WWE Raw. 

## Život
Narodila se v australském Sydney 29. května 1984, ale vyrůstala v Honululu. Jejím bratrancem je Dwayne Johnson. Později se přestěhovala do San Diega, kde studovala na Carlsbad High School a následně na California State University San Marcos. 
Smlouvu s World Wrestling Entertainment podepsala v roce 2014 a následně byla přiřazena do show NXT. O dva roky později byla draftovaná do show WWE Raw. Zde získala titul Raw Women's Champion, později v týmu s Shaynou Baszler získala i titul WWE Women's Tag Team Champion.
Dne 4. listopadu 2021 byla z WWE propuštěna, ale 11. září 2023 se vrátila a znovu podepsala smlouvu s WWE. Je hratelnou postavou v některých dílech wrestlingové herní sérii WWE 2K.

## Úspěchy
- WWE Raw Women's Championship (1x)
- WWE Women's Tag Team Championship (2x) se Shaynou Baszler